# Тевтат

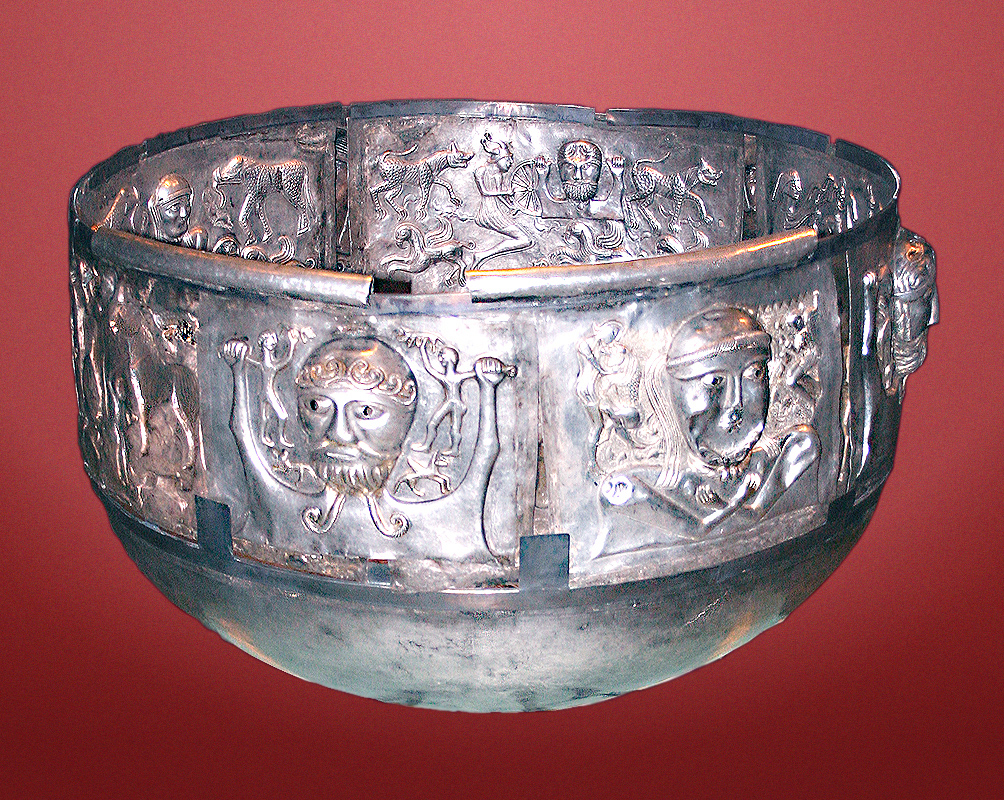
Тевтат (котёл из Гундеструпа, пластина в центре слева)

Тевтат — известный из сочинений Лукана кельтский бог, имя которого созвучно словам teuto, ирл. tuath — «племя» (и лит. tauta «народ»). По мнению В. П. Калыгина, первоначальное значение его имени, видимо, восходит к значению «(защитник) племени/народа». Как указывает Мирча Элиаде, начиная с XVIII века его имя принято переводить как «Отец племени»: «Для жизни племени этот бог, несомненно, имел большое значение; он был покровителем войны, но его функции сложнее, чем простая помощь воинам».
Описание посвящённого ему жертвоприношения совпадает с изображённым на котле из Гундеструпа. В римской Галлии он отождествлялся с Марсом, поскольку обладал, в числе прочего, военным значением, что характерно для такого мифологического типа, как Бог ясного неба у кельтов и германо-скандинавов. Типичным кельтским символом его был кабан.
Существовало мнение, отождествлявшее его с главой галльского Олимпа, называемым у Цезаря и Тацита Меркурием. Однако это мнение ошибочно; между галльским Тевтатом, римским Меркурием и германским Вотаном-Одином нет ничего общего.
Вторая бернская глосса к Лукану (I, 445) прямо называет Тевтата Марсом. Соответствие галльского Тевтата римскому Марсу подтверждается и надписями. На надписях галльский Марс является с эпитетами Caturix, Segomo, Gauturix, Camulus и другими. В названии первой римской колонии в Британии Камулодунум (Кольчестер) сохранился эпитет Camulus.
Вместе с Таранисом и Эзусом Тевтат — высший бог галльского Олимпа. Цезарь рассказывает, что после Меркурия галлы более всего почитают Аполлона, Марса (= Тевтата), Юпитера и Минерву и что представления галлов об этих божествах одинаковы с представлениями других народов. Лукан (в «Фарсалии») так характеризует Тевтата: «…и те, кто поклоняются жестокому Тевтатесу, в чьих жилах ужасная кровь, жуткому Езусу в диких святилищах и Таранису у жертвенников не менее кровавых, чем жертвенники скифской Дианы…» (Lucan. Pharsal., I, 444—446). По Лактанцию, им приносили человеческие жертвы. Предполагают, что в так называемых галльских триадах на барельефах следует видеть изображения Тараниса, Эзуса и Тевтата.
В честь Тевтата назван астероид № 4179.